# 吾平津媛
吾平津媛（あひらつひめ，生卒年不詳）為日本第一代神武天皇的妃子。《古事記》記載成阿比良比賣（あひらひめ）。
她是阿多小椅的胞妹，神武天皇尚未東征時迎娶，育有手研耳命及岐須美美命等子女；神武東征後則留在日向。

## 外部連結
- 《古事記》卷之二  第八章 神武天皇東征
- 《日本書紀》卷第三　神武天皇　神日本磐余彥天皇（页面存档备份，存于）